# Richard Savignac
Pour les articles homonymes, voir Savignac.
 (novembre 2012).
Richard Savignac (mai 1965 à Montréal dans la province de Québec au Canada - ) est un musicien québécois, parfois trompettiste, parfois chef d'orchestre, parfois arrangeur.

## Biographie
Diplômé en interprétation trompette de la faculté de musique de l'Université de Montréal, classe de Guy Archambault, étudie l’arrangement et l’orchestration auprès de Richard Ferland, Mario Parent et Léon Bernier.  Il est aussi détenteur d'un diplôme d'études collégiales (DEC) en musique professionnelle du Cégep de Saint-Laurent, en plus d'être diplômé en sciences de l'éducation et en administration scolaire.
Il est issu de la toute première cuvée de l’école Le Plateau, concentration musique au primaire. Son goût pour la musique est né de cette école Le Plateau, de la Commission des écoles catholiques de Montréal (CECM), concentration musique au primaire. Depuis son tout jeune âge, il est attiré par l'éducation musicale.
À 16 ans, déjà, il enseigne dans des corps de clairons et de cuivres en périphérie montréalaise : Saint-Bruno-de-Montarville, Sainte-Julie, La Prairie et Fleurimont. Il fait aussi partie des premières trompettes au sein des RITMIKS de Montréal et est chef de section. À 20 ans, il enseigne la trompette au Cégep de Saint-Laurent, au Collège Sainte-Croix.
Toujours côtoyant la trompette dans plus d'un orchestre, Orchestre Métropolitain, Orchestre symphonique de la Montérégie, Orchestre symphonique du Saguenay-Lac-St-Jean, Orchestre de Laval, Jazz-Rock St-Laurent, Orchestres populaires de Gaston Thibault, Richard Charron, Georges et Emilio Fiori, Serge Gascon, Jacques Bourget, Sept-Îles big band et le Savignac Jazz Band, pour ne nommer que ceux-là. L'écriture de la musique est omniprésente dans sa vie. Dès ses premiers pas en arrangements musicaux, après déjà plusieurs contrats, surgissent des arrangements pour le gala Hommage au cardinal Paul-Émile Léger, pour Montréal en direct à TVA, et d'autres arrangements qui seront joués hors pays : Alaska, New York, Caraïbes, Panama et sur des bateaux de croisières. Il fut lui-même chef d'orchestre et trompettiste, sur le bateau S.S Galileo des Chandris Fantasy Cruise Line, faisant New York-Bermudes à l’été 1987.
Il est l’orchestrateur et l'arrangeur officiel d’Alain Lefèvre depuis 2009, entre autres pour le Pacific Symphony Orchestra du comté d'Orange en Californie et plus récemment, en janvier 2011 pour l’Orchestre Symphonique de Montréal, ainsi que pour l'album de Noël 2011 sous l'étiquette Analekta pour piano et quatuor à cordes : Petit Noël.  Il a aussi écrit pour le Quatuor Alcan.
À titre de chef d’orchestre et arrangeur, il a travaillé avec plusieurs solistes dont : Alain Lefèvre, Alain Trudel, André Moisan, Guy Archambault, Michel Cusson, Alain Cazes, André Leroux, Michel Gingras, Louise Bouchard, John Van Bockern, Lajos Molnar, Robert Pelletier, Jean-François Normand, Florent Vollant, Pierre Barouh et le regretté Sylvain Lelièvre.
Depuis maintenant 20 ans, il est titulaire de la classe de trompette, de l’harmonie de concert et du stage band au Camp musical d'été du Saguenay Lac St-Jean à Métabetchouan.
À 22 ans, en 1987, arrivé à Sept-Îles, il fonde son propre groupe professionnel, le Savignac Jazz Band. Par le biais de cet ensemble, plusieurs nouvelles réalisations nord-côtières : pour Radio-Canada, vidéo-clip, émission Vidéo-club, émission réseau, Multipistes, lancement de programmations, de multiples soirées gala, ouverture officielle de l'Aluminerie Alouette, entre autres.
L'enseignement prend encore une plus grande place… Enseignant la musique, puis la Concentration musique aux écoles publiques de Sept-Îles, il fonde l’Harmonie-midi qui deviendra l’Harm'Manik en 1991, harmonie formée de 60 à 95 musiciens, puis le Jazz’Manik, stage-band de 21 musiciens. Directeur musical de ces deux ensembles, il remportera plusieurs premiers prix, médailles d'or et autres prix prestigieux lors de différents festivals : Montréal '92, Halifax '92, Boston '93, Washington '95, Toronto '96, Chicago ’98, Sherbrooke ’99, New York ’00, le fameux Festival of Gold de Dallas '01, puis à nouveau Toronto '02, Halifax '03, Chicago '04, Boston '05, Orlando '06, Halifax ’07, New York '08 et à nouveau Toronto en 2009. Il mérita d'ailleurs à maintes reprises les fameux trophées pour la meilleure note toutes catégories Outstanding Instrumental Group.
Même de Sept-Îles, il envoie plusieurs arrangements musicaux pour la Place des Arts de Montréal, Starmania, Les Misérables, Le Roi lion.  Chef d'orchestre et arrangeur pour la comédie musicale La petite sirène, lors de l'ouverture de la Salle de spectacle de Sept-Îles. Compositeur de la musique originale Spaces de l'artiste Magali Filosa. Orchestrateur et arrangeur pour le groupe Fusion Artistique soulignant le 30e anniversaire de l’École Jean-du-Nord de Sept-Îles. Animateur et chef d'orchestre de concerts interactifs auprès de l'ensemble des élèves des écoles primaires de Baie-Comeau à Natashquan, La Tournée 1997 : 14 concerts en 5 jours!
Aussi, il remporta le 1er Prix Essor 1997 des ministères de l’Éducation, de la Culture et des Affaires Municipales.
Il dirigea en novembre 1994, une harmonie élite au théâtre Le Capitole de Québec. En avril 1994, l'aboutissement d'un long cheminement, à la baguette et à la trompette, l'enregistrement du disque audionumérique L'Harm'Manik en direct 1994 - album vendu à plus de 1500 exemplaires - où s'y retrouvent, en plus des 75 jeunes-musiciens, le tromboniste Alain Trudel, les pianistes Sonia Savignac et Roger Hewett, ainsi que le saxophoniste André Leroux. Cet album sera suivi d’un second : Noël au son de l’Harm’Manik, celui-ci aussi vendu à 1 500 exemplaires !
En 1994, il remporte le premier prix pour la composition du chant-thème, 50e anniversaire du grand diocèse de Baie-Comeau. À la dirigé sous sa baguette, à titre de solistes-invités, Guy Archambault trompettiste '93 et '02, André Moisan clarinettiste '94 et '95, Nathalie Lacaille flûtiste '95, Lajos Molnar violoniste '96, Michel Gingras corniste '97 et ‘04, Robert Pelletier percussionniste '98, ’02, ‘03, ‘07 et ‘09 Alain Cazes tubiste ‘99, John C.Van Bockern clarinettiste ’00 et les membres du quintette à vent de l’Orchestre Symphonique de Saguenay-Lac-St-Jean ’01, André Leroux saxophoniste '05 et ‘08, Jean-François Normand clarinettiste '06, David Galarneau et Annabelle Audet '06, le quatuor à cordes Saint-Germain ’08, lors de différents concerts.
En 1997, il est invité à Montréal, à titre de chef d'orchestre, pour enregistrer 4 émissions d'Allô Prof pour Télé-Québec. Il fut aussi directeur musical de l’orchestre à cordes Arc-en-son de Sept-Îles, avec lequel il produit quelques concerts dont une performance à Radio-Canada en direct. De retour du tout premier Festival of Gold de Dallas au Texas en avril 2001 à nouveau avec une médaille d’or, il remporte le prix Lauréat du Mérite Culturel Nord-Côtier 2001 en reconnaissance de sa contribution exceptionnelle dans le domaine des arts et de la culture. En 2001, il est choisi pour offrir l’atelier de direction d’orchestre au congrès provincial de la F.A.M.E.Q. (Fédération des Associations de Musiciens Éducateurs du Québec).
De plus, il est choisi pour un article sur les programmes de Concentration musique au Québec dans la revue L’Actualité en juin 2002. En 2003, monsieur Savignac reçoit la Médaille de l’Assemblée Nationale du Québec remise par le député de Duplessis de l'époque Normand Duguay pour l'ensemble de son travail auprès de la jeunesse septilienne.
De retour de La Tournée 2003 avec l’Harm’Manik et le Jazz’Manik (6 concerts dans 3 provinces, le Québec, le Nouveau-Brunswick et la Nouvelle-Écosse), il revient avec deux autres médailles d’or et le tant convoité trophée Most Outstanding Concert Band au Atlantic Band Festival de Halifax.
Toujours en 2003, il reçoit un Certificat d’Honneur de l’Ordre du Mérite Nord-côtier. Il dirige un orchestre symphonique professionnel à la salle Wilfrid-Pelletier de la Place des Arts pour le 30e anniversaire de l’école de concentration musique Le Plateau.
Après son invitation au Festival of Gold de Chicago en 2004, il en revient à nouveau avec le Gold Award, avec une invitation en main pour le Festival of gold de Boston 2005, et aussi de Chicago avec le First Place Award catégorie jazz.
En juillet 2004, Richard Savignac est nommé Citoyen émérite par Célébrations Canada.
En 2006, il revient du MusicFest Orlando à nouveau avec une première place à la direction de ses orchestres. En juin 2006, il est nommé par Heritage Festival Directeur musical et Membre à vie du Festival of Gold.
De retour de New York en 2008, il revient avec 6 prix : deux Gold Award First Place (concert band et jazz band), une invitation officielle pour le Festival of Gold 2009, un Adjudicator’s Award, un Instrumental Sweepstakes Award et le Outstanding Instrumental Group Trophy.
Toujours impliqué dans la région de la Côte Nord, depuis 2006, Richard Savignac est élu au conseil d'administration du CSSS de Sept-Îles et est membre actif du Club Optimiste de Sept-Îles.
De 2009 jusqu'en mai 2012, il est le directeur général de l'Institut d'enseignement de Sept-Îles, école secondaire privée, membre de la FÉEP (Fédération des établissements privés).
De retour dans sa région natale en 2012, soit à Montréal, il devient coordonnateur du département de musique de l'École secondaire Saint-Luc du Centre de service scolaire de Montréal.  Plus de 900 élèves sont inscrits aux différents programmes de musique, dont le programme d'Arts-Études :  Musique-Études.

## Récompenses
- Chef d'orchestre junior FAMEQ 1994 (Fédération des Associations de Musiciens Éducateurs du Québec)
- Lauréat du Mérite culturel Nord-Côtier
- Médaille de l’Assemblée nationale du Québec pour son travail auprès de la jeunesse
- Certificat d’honneur Ordre du mérite Nord-côtier
- Citoyen émérite de Célébrations Canada
- Club des Ambassadeurs de la ville de Sept-Îles* Membre à vie du Director’s Club Heritage Festival.